# Luis García (Jalisco)
Luis García es una localidad del estado mexicano de Jalisco. Es parte del municipio de Ixtlahuacán de los Membrillos. Fue fundada el 15 de marzo de 2020.

## Demografía
| Censo | Población |
| ----- | --------- |
| 2020  | 1 085     |